# Киаюш
Киа́юш (порт. Quiaios)  —  район (фрегезия) в Португалии,  входит в округ Коимбра. Является составной частью муниципалитета  Фигейра-да-Фош. Находится в составе крупной городской агломерации Большая Коимбра. По старому административному делению входил в провинцию Бейра-Литорал. Входит в экономико-статистический  субрегион Байшу-Мондегу, который входит в Центральный регион. Население составляет 3118 человек на 2001 год. Занимает площадь 49,54 км².
Покровителем района считается Святой Мамеде (порт. São Mamede).